# Julie de Querangal
Suzanne Julie de Querangal, née et morte à Paris (2 février 1802, soit le 13 pluviôse An X du calendrier républicain - 8 septembre 1844), est une femme de lettres française.

## Biographie
Née en février 1802 à Paris, Julie de Querangal est la fille du contre-amiral Pierre-Maurice-Julien de Quérangal (officier supérieur durant la Révolution et le Premier Empire) et de Julie Lecointe. Elle suit sa scolarité à la Maison d'éducation de la Légion d'honneur.
Elle devient l'une des collaboratrices de l'historien Augustin Thierry. Puis en 1831, Julie de Querangal l’épouse à Luxeuil-les-Bains (Haute-Saône),. Elle l'assiste sans relâche dans ses longs travaux d'historien. De son côté, elle publie des textes littéraires et des nouvelles qu'elle signe de son nom marital : « Madame Augustin Thierry ». En 1839, elle publie un toman intitulé Adélaïde, mémoire d'une jeune fille,. Avec un prénom en tête de titre, il se situe dans la lignée d'une femme de lettres de la génération précédente, Sophie Cottin. Elle y montre sa capacité à recréer le monde lettré du XVIIIe siècle, avec des « notations colorées, justes et vivantes », et en évoquant Jean-Jacques Rousseau et Jacques-Henri Bernardin de Saint-Pierre,.
Elle meurt prématurément à 42 ans et repose au cimetière du Montparnasse (19e division).
Elle a donné son nom à la promotion de Nacarats (Secondes) de la Maison d'éducation de la Légion d'honneur de Saint-Denis le 23 septembre 2021, la promotion QUERANGAL.

## Œuvres
- « Philippe de Morvelle » (fragments de roman), dans la Revue des deux Mondes, t. 2 et 4, 1833.
- « Le Fils du millionnaire : Histoire de province » (nouvelle), dans La Revue de Paris, 1834.
- Scènes de mœurs et de caractères au XIXe et au XVIIIe siècle, J. Tessier, Paris, 1835. (Internet Archive)
- Adelaïde : Mémoires d'une jeune fille, J. Tessier, Paris, 1839.